# Снітко Олег В'ячеславович
Оле́г В'ячесла́вович Снітко́  (30 квітня 1928, Київ — 14 квітня 1990) — український радянський фізик, 1970 — доктор наук, 1971 — професор, 1973 — член-кореспондент АН УРСР, 1985 — академік АН УРСР, 1981 — лауреат Державної премії УРСР в галузі науки і техніки, 1983 — премії ім. академіка К. Д. Синельникова з фізики.

## Життєпис
Походить з родини військовослужбовця. В 1946—1951 роках навчається на фізичному факультеті у Київському державному університеті ім. Т. Г. Шевченка, закінчив його за спеціальністю «фізика напівпровідників». Того ж року йде до праці у відділ фізики напівпровідників Інституту фізики АН УРСР. 1956 року успішно закінчує аспірантуру, до 1960 працює в тому ж інституті.
Важливість його робіт відзначав науковець Віктор Бонч-Бруєвич.
1957 року захищає кандидатську: «Вплив адсорбції молекул та зовнішнього електричного поля на фотопровідність напівпровідників».
Снітко був одним із засновників Інституту напівпровідників АН УРСР в 1960 році, очолює лабораторію фізики захисту поверхні напівпровідників.
В 1967—1970 роках працює на посаді заступника директора з наукової роботи.
1969 року захищає докторську дисертацію «Дослідження електрофізичних процесів на поверхні кремнію, германію та сульфіду кадмію при різних активних впливах», доктор фізико-математичних наук.
З 1970 року по 1990 працює директором Інституту напівпровідників ім. В. Є. Лашкарьова АН УРСР. Одночасно в 1970—1980 роках очолював інститутське відділення «фізика поверхні напівпровідників».

Могила Олега Снітка, Байкове кладовище

1971 року затверджений в званні професора — «фізика напівпровідників і діелектриків». Його обрано академіком АН УРСР 28 березня 1985 року за спеціальністю «Фізика».
Помер на 62-му році життя 14 квітня 1990 року. Похований разом з родиною на Байковому кладовищі (північна частина ділянки № 33, 50°25′5.03″ пн. ш. 30°30′10.45″ сх. д. / 50.4180639° пн. ш. 30.5029028° сх. д.).

## Наукова діяльність
В його науковому доробку більше 300 наукових праць, з них 7 у тому монографій; автор багатьох авторських свідоцтв. Як педагог підготував 8 докторів та 35 кандидатів наук.
З Б. О. Нестеренком
- першими дослідили динамічні явища та фазово-структурні атомні перетворення на поверхні,
- висунуто ідею контрольованого створення поверхневих станів — шляхом поверхневого легування,
- отримано результати на гетеропереходах метал-напівпровідник типу Шотткі та у тонких плівках.

Із співробітниками відкрито ефект глибокого нерівноважного виснаження напівпровідника — під дією змінного електричного поля.
Був головою Наукової ради АН УРСР з проблеми «Фізика напівпровідників»,
- входив до складу Бюро Відділення фізики та астрономії АН УРСР,
- Наукової ради з проблеми «Фізика і хімія напівпровідників»,
- секції АН СРСР з проблеми «Фізика поверхні напівпровідників».

Входив до складу редакційних колегій журналів «Поверхня» та «Фізика і техніка напівпровідників».
Серед його учнів — Євген Венгер, Алла Климовська, Геннадій Колбасов, Володимир Лисенко, Євген Мацас, Віктор Міленін, Борис Нестеренко, Юрій Пасічник, Віктор Примаченко, Анатолій Саченко, Тамара Ситенко, Валерій Стерлігов, Валерій Тягай, Юрій Ширшов, Анатолій Шкребтій.

## Нагороди
- два ордени «Знак пошани»;
- медаллю «За доблесну працю»;
- Медаль «В пам'ять 1500-річчя Києва»[3].